# Protea nitida
Protea nitida es una especie de arbusto perteneciente a la familia Proteaceae. Es nativa de Sudáfrica. Es uno de los pocos Proteas que crecen como árboles, y el único que tiene la madera utilizable.

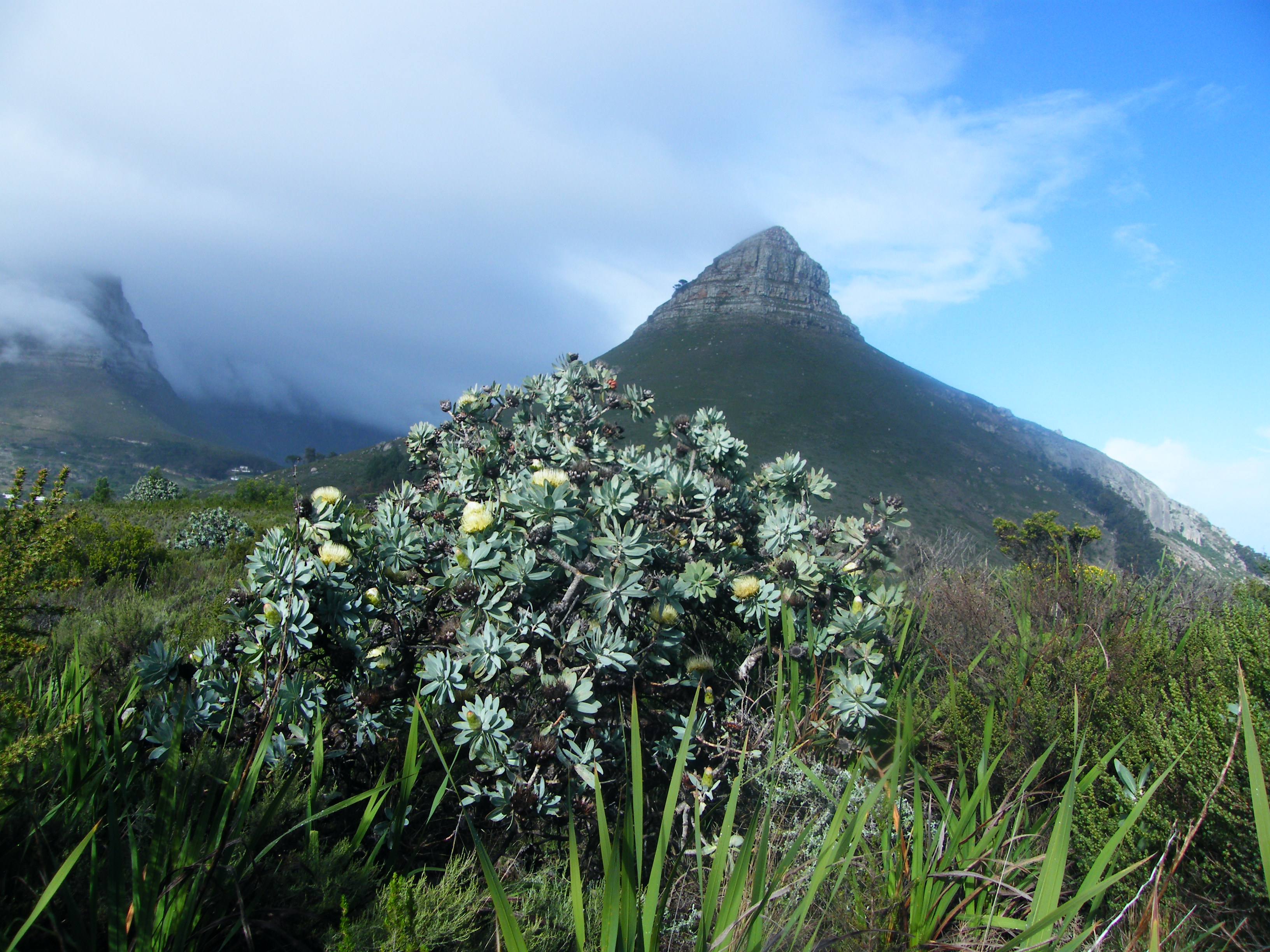
Protea nitida, con Cabeza de León (Sudáfrica) al fondo

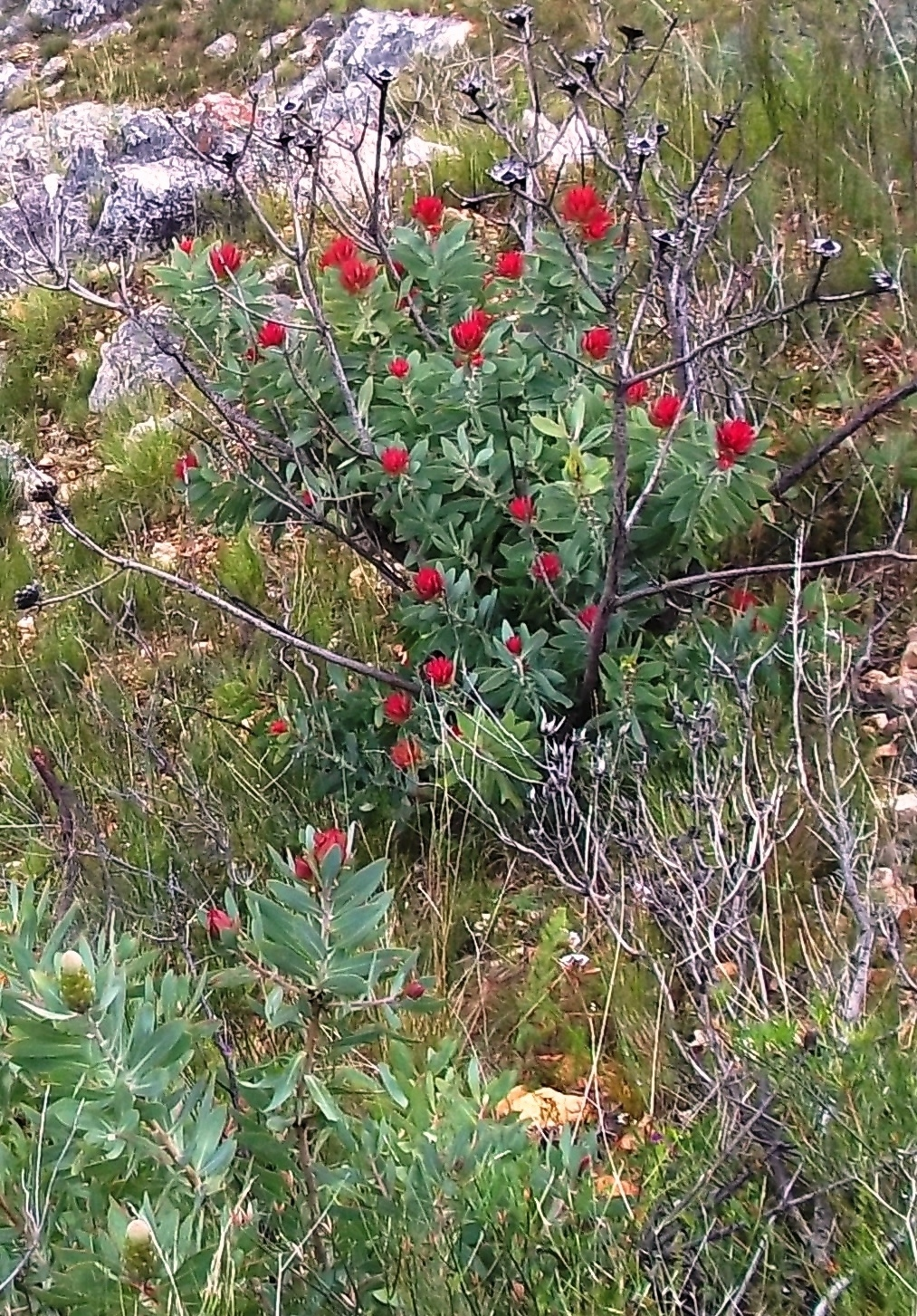
Vista de la planta, con nuevo crecimiento después de un fuego

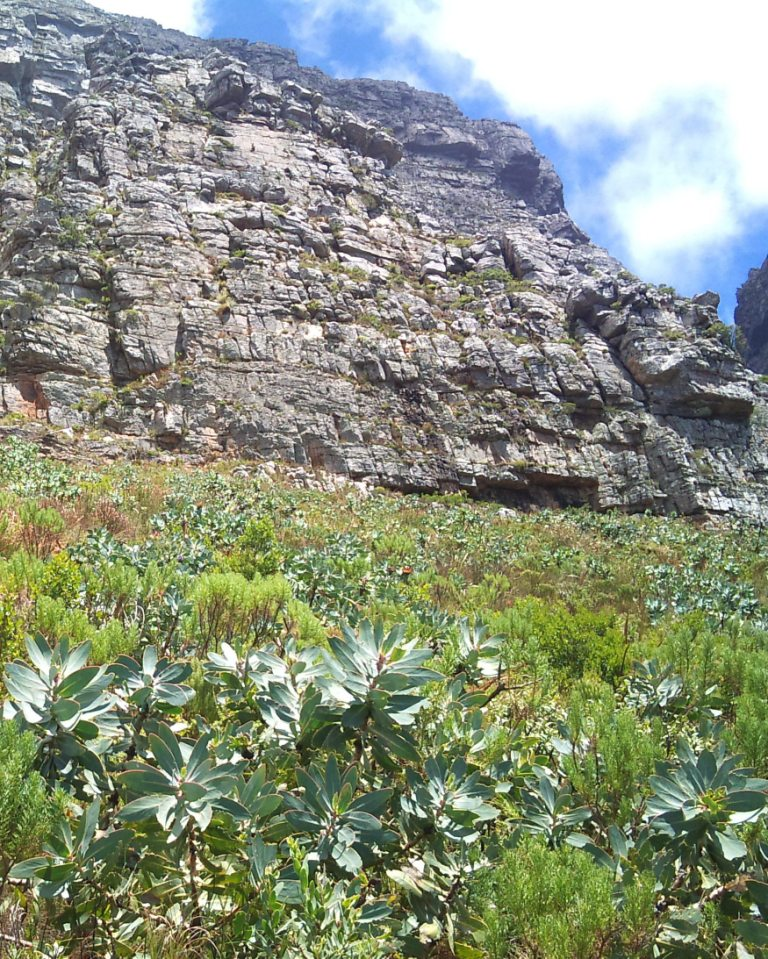
En su hábitat

## Descripción
Es un árbol de crecimiento lento, con una corteza muy espesa de color blanco-gris, que varía considerablemente en altura. Normalmente es de unos 5 metros de altura, pero en buenas condiciones puede alcanzar una altura de hasta 10 metros, con un diámetro de tronco de 1 metro. Sin embargo, en la Península del Cabo por lo general son mucho más pequeños. 
Las hojas jóvenes son carmesí, pero se convierten en un color azul, verde mar posteriormente. Las inflorescencias son grandes, con flores bisexuales que aparecen durante todo el año, especialmente en invierno , y darán un dulce néctar. Nueces pequeñas se liberan cerca de un año después de la floración.

## Distribución
El área de distribución natural es  la Península del Cabo, todo el camino hasta el acantilado Bokkeveld y en el Cabo Oriental. Crece en las laderas de las montañas de todas las altitudes y en las condiciones adecuadas, se pueden formar grandes bosques abiertos. A pesar de que no se vean amenazadas, en muchas áreas  han sido taladas para la madera, a menudo para ser sustituidas por  plantaciones comerciales de pino.

## Taxonomía
Protea nitida fue descrito por Philip Miller y publicado en Gardeners Dictionary, ed. 8. n. 3. 1768.
Etimología
Protea: nombre genérico que fue creado en 1735 por Carlos Linneo en honor al dios de la mitología griega Proteo que podía cambiar de forma a voluntad, dado que las proteas tienen muchas formas diferentes. 
nitida: epíteto latíno que significa "brillante".
Sinonimia
- Protea arborea Houtt.
- Protea grandiflora Thunb.[4]